# Sesselbahn Roßstelle

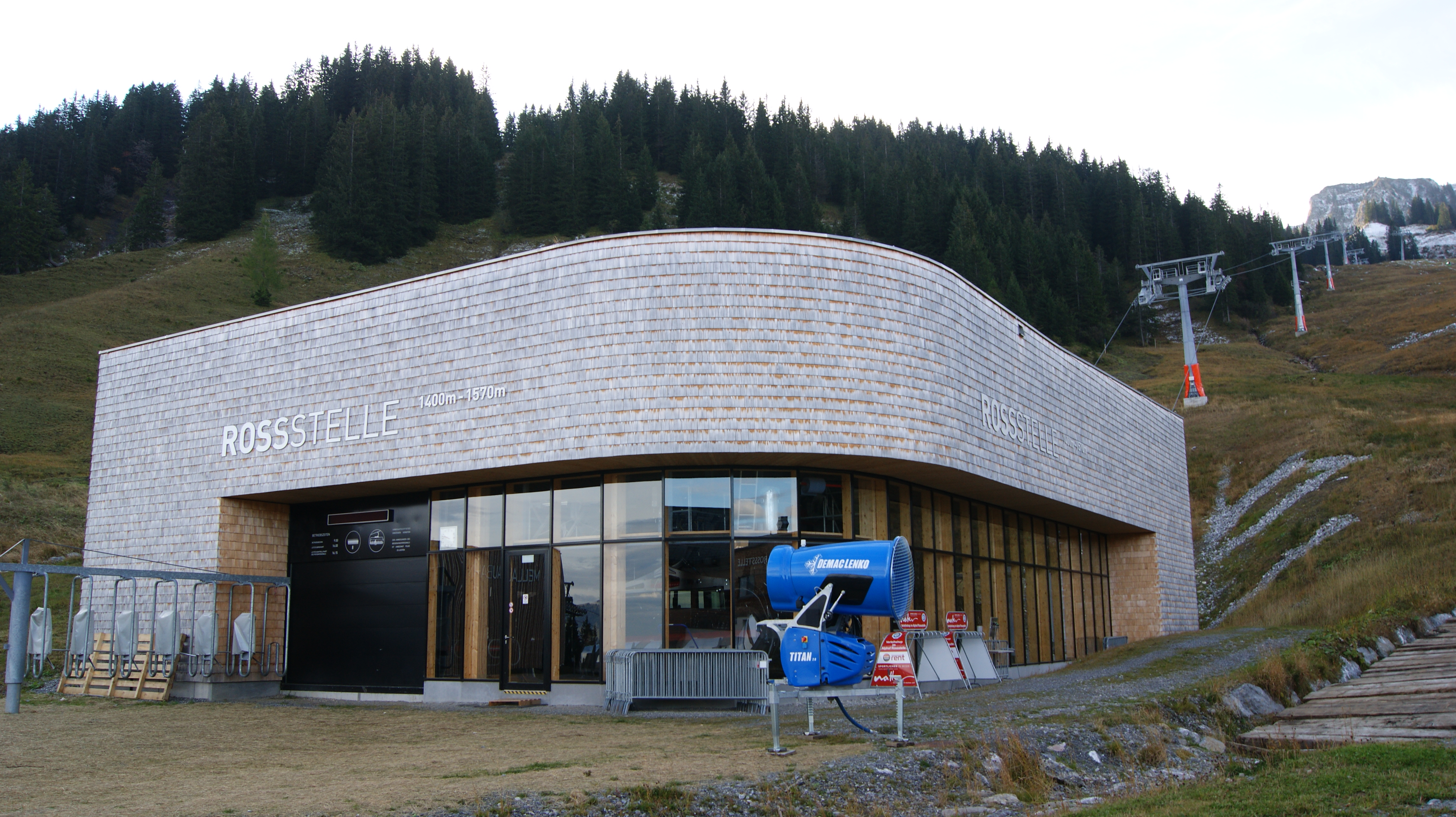
Talstation und ein Teil der Bahnstrecke der Sesselbahn Roßstelle

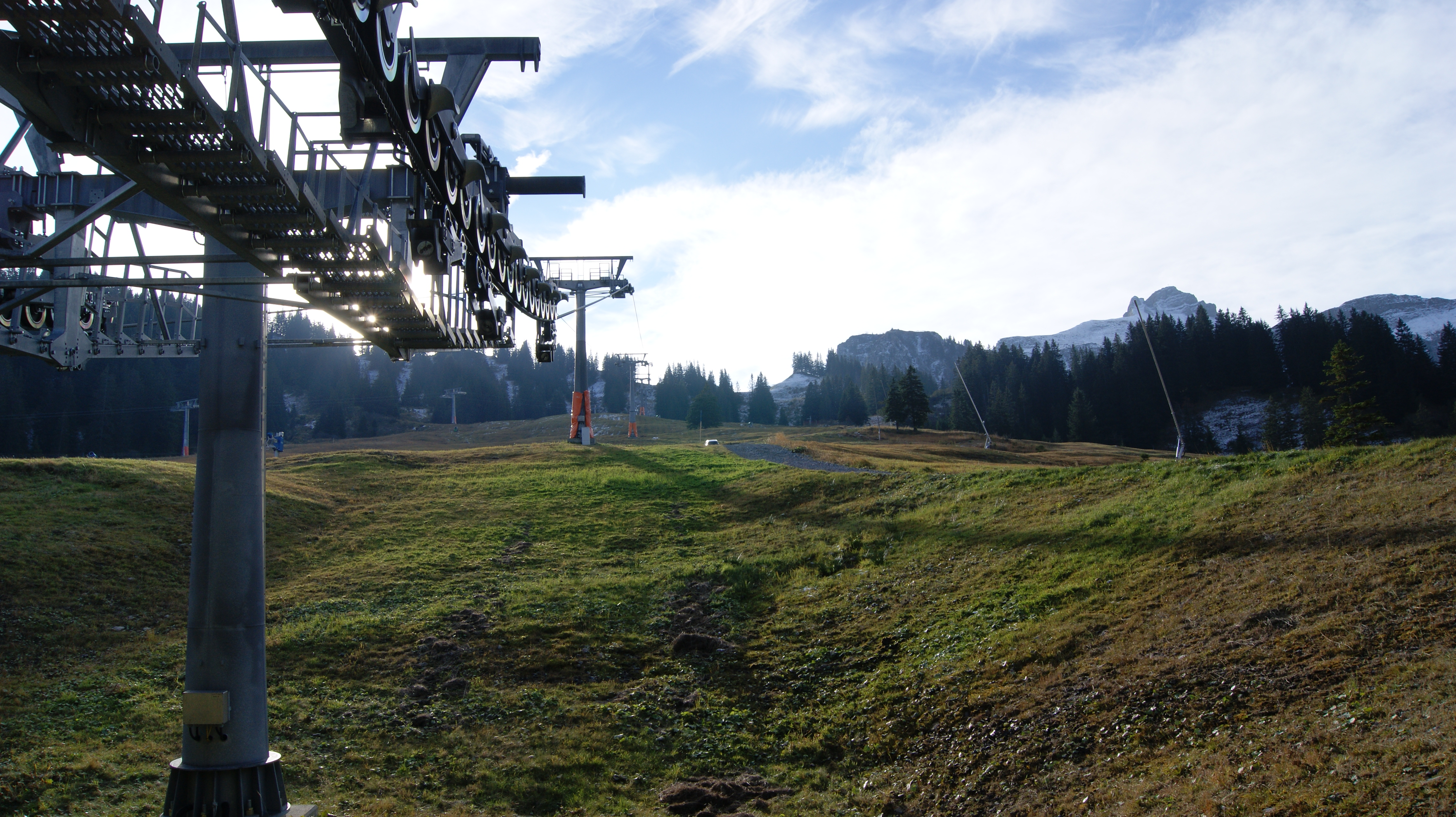
Skipiste und ein Teil der Bahnstrecke der Sesselbahn Roßstelle

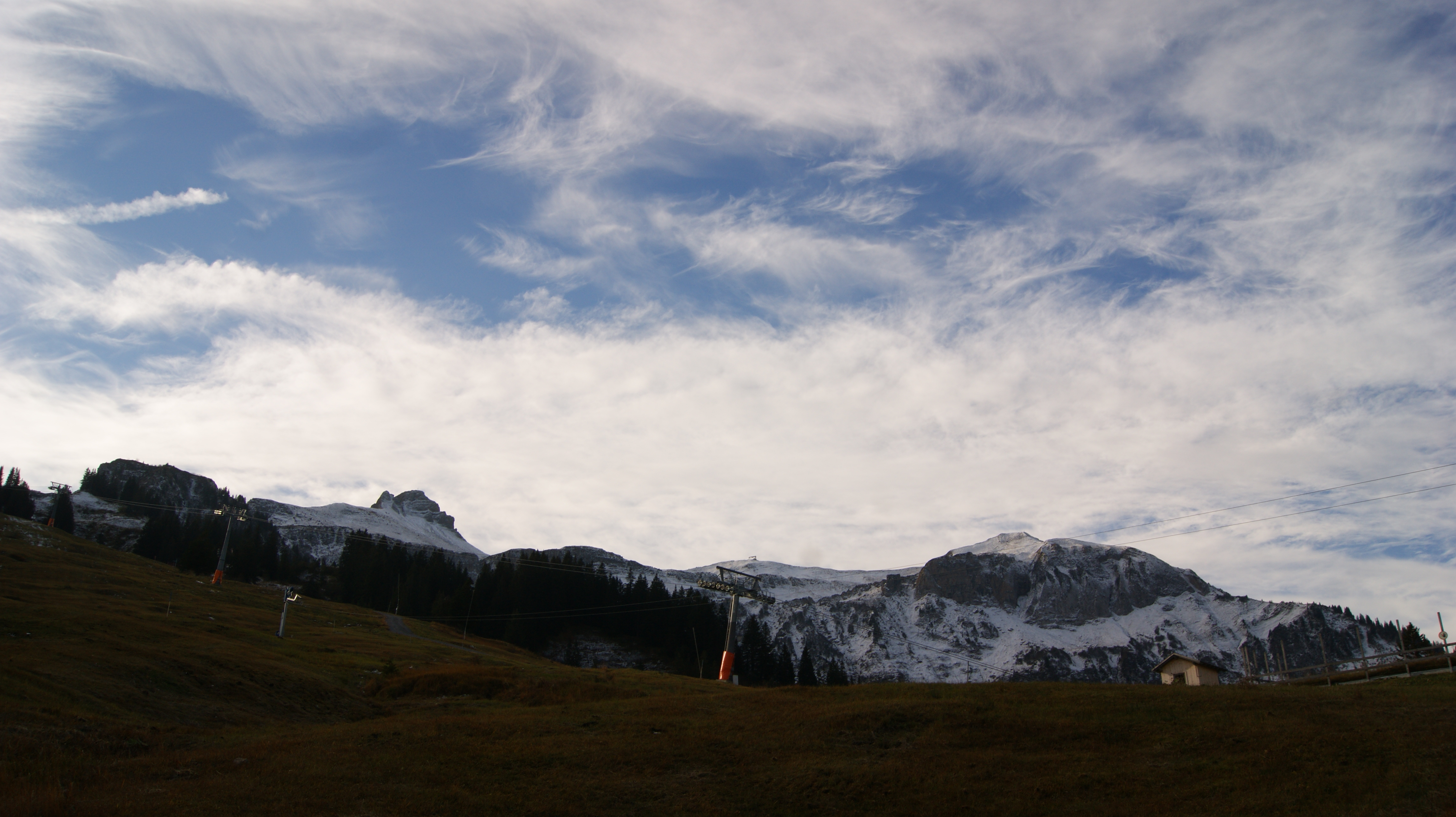
Skigebiet bei der Sesselbahn Roßstelle im Spätherbst

Die kuppelbare 8er-Sesselbahn Rossstelle ist eine Luftseilbahn in Mellau, Alpe Roßstelle, im österreichischen Bundesland Vorarlberg.
Die 8er-Sesselbahn Rossstelle verbindet eine Talstation auf 1392 m ü. A. (Parzelle Brugga) mit der Bergstation (Parzelle Leonhardatöle) in 1566 m ü. A. Die Anlage befindet sich im Besitz der Bergbahnen Mellau GmbH & Co KG. Der Name der Seilbahn leitet sich vom gleichnamigen Ort, der Alpe Roßstelle, ab.

## Geschichte
Seit 1972 bestand in der Nähe der heutigen Sesselbahn eine Doppelschleppliftanlage. Im Herbst 2013 wurde die 8er-Sesselbahn Roßstelle als Ersatz für diese zwei alten Schlepplifte auf einer etwas veränderten Trassenführung neu errichtet. Die Anlage wurde am 12. Dezember 2013 in Betrieb genommen und am 17. Januar 2014 feierlich eröffnet. Die kuppelbare 8er-Sesselbahn Roßstelle ist die erste solche Anlage im Bregenzerwald.

## Technische Daten
Die 8er-Sesselbahn Roßstelle wurde nach langjähriger Diskussion und Vorbereitung in kürzester Zeit von September bis Dezember 2013 erneuert. Durch den Umbau der Anlage wurde die Gesamtkapazität der Förderleistung der Anlage im Vergleich zur vorherigen verdoppelt.
Die Sesselbahn wird im Bereich der letzten Stütze von der Gipfelbahn, die ebenfalls die Talstation auf der Alpe Roßstelle hat, gekreuzt.

### Technische Daten der neuen Anlage
Die neue kuppelbare 8er Sesselbahn wurde von der Fa. Doppelmayr in Wolfurt errichtet.
- Ausrichtung der Anlage: weitgehend von Nordnordwest (Talstation) nach Südsüdost (Bergstation)
- Seilhöhe in der Talstation: 1397 m
- Seilhöhe in der Bergstation: 1570 m
- Höhenunterschied: 173 m
- Horizontale Anlagenlänge: 638 m
- Betriebslänge (schräge Länge): 641 m
- Stützen: 7
- Antriebsstation: Tal (elektrisch)
- Abspannung Tal (hydraulisch)
- Fahrbetriebsmittel: 36 Sessel
- Fassungsvermögen Fahrbetriebsmittel: 8 Personen
- Nennfahrgeschwindigkeit 5 m/s
- Sesselintervall: 8,5 Sekunden (42,5 m)
- Fahrtzeit: ca. 2,6 Minuten
- Fahrtrichtung: im Uhrzeigersinn
- Förderleistung je Stunde und Richtung: 2800 Personen.
- größte Förderleistung je Stunde und Richtung: 3400 Personen[2]
- Beförderungen/Jahr: 484.400 Personen (2014/2015)
- Sitzheizung: ja
- Wetterschutzhauben: ja
- Kinderschließsicherung: ja

### Technische Daten der alten Anlage
Die alten und 2013 ersetzten Schlepplifte (SL) wurde 1972 von der Fa. Doppelmayr errichtet.
- Ausrichtung der Anlage: weitgehend von Nordnordwest (Talstation) nach Südsüdost (Bergstation)
- Seilhöhe in der Talstation: 1400 m
- Seilhöhe in der Bergstation: 1574 m
- Höhenunterschied: 174 m
- Betriebslänge (schräge Länge): 639 m
- Stützen: 5
- Spanneinrichtung: Bergstation (Gewicht)
- Antriebsstation: Pilzantrieb Talstation (elektrisch)
- Fahrtrichtung: Doppelanlage
- größte Förderleistung je Stunde und Richtung:  1384 Personen (2 × 692 P).
- Eröffnung: Januar 1972
- Außerbetriebnahme: Frühjahr 2013
- Abbruch: Oktober/November 2013

## Skigebiet
Im Skigebiet Damüls Mellau sind zwei Gondelbahnen, 15 Sesselbahnen, zwei Schlepplifte, vier Übungslifte, zwei Seillifte und sechs Förderbänder in Verwendung.